# Saison 4 d'Elementary
Chronologie
Saison 3 Saison 5
Cet article présente les épisodes de la quatrième saison de la série télévisée américaine Elementary.

## Synopsis
Le célèbre détective Sherlock Holmes, venu de Londres, habite New York. Tout juste sorti d'une cure de désintoxication, il est contraint de cohabiter avec son parrain de sobriété, le Dr Joan Watson, ancienne chirurgienne reconvertie dans l'assistanat. Les capacités d'observation et de déduction de Holmes et l'expertise médicale de Watson aident à résoudre les affaires les plus impossibles du NYPD.

## Distribution

### Acteurs principaux
- Jonny Lee Miller (VF : Guillaume Lebon) : Sherlock Holmes
- Lucy Liu (VF : Laëtitia Godès) : Dr Joan Watson
- Jon Michael Hill (VF : Namakan Koné) : l'inspecteur Marcus Bell
- Aidan Quinn (VF : Michel Dodane) : le capitaine Thomas Gregson
- John Noble : Mr. Morland Holmes[1]

### Acteurs récurrents et invités
- Jordan Gelber (en) : M.E. Hawes (épisode 3)
- Shohreh Aghdashloo : Donya Esfandiari[2] (épisode 3)
- John Heard : Beau-père de Watson [3] (épisode 7)
- Richard Kind : Trent Carson[4] (épisode 13)
- Betty Gilpin : Fiona Helbron[5] (épisodes 9, 12 et 18)
- Virginia Madsen : Paige Cowen[6] (épisode 15)
- Tony Curran : Joshua Vikner[7] (épisodes 23 et 24)

## Production

### Diffusion
- États-Unis : La saison a été diffusée du 5 novembre 2015 sur CBS. À partir du 20 mars 2016, la série sera déplacée du jeudi au dimanche soir à 22 h[8].

- Canada : La saison a été diffusée en simultané sur Global. En janvier 2016, afin de prioriser la diffusion en simultané de la série Shades of Blue avec NBC, les trois premiers épisodes ont été diffusés 26 heures à l'avance, puis deux heures à l'avance dans l'ancienne case de Heroes Reborn, les jeudis à 20 h. De nouveau en simultané lors du déplacement au dimanche soir en mars.

- France : La saison a été diffusée du 4 mars 2016 au 18 mars 2016 sur M6 (Épisode 01 à 06). puis du 17 février 2017 au 7 avril 2017 sur M6 (Épisodes 07 à 22)[9].Puis le 17 juin 2017 sur M6 (Épisodes 23 et 24)

- Suisse : La saison a été diffusée du 29 juillet 2016 au 15 aout 2016 sur RTS Un (diffusion Lundi au Vendredi).

## Liste des épisodes

### Épisode 1:El Gato
- États-Unis /  Canada : 5 novembre 2015 sur CBS[10] / Global
- Suisse : 29 juillet 2016 sur RTS Un
- France : 4 mars 2016 sur M6

- États-Unis : 5,58 millions de téléspectateurs[11] (première diffusion)
- Canada : 1,229 million de téléspectateurs[12] (première diffusion + différé 7 jours)
- France : 2,65 millions de téléspectateurs[13](première diffusion)

- David Zayas (Juan Murillo)
- Patrick Page (Jonathan Bloom)
- Tim Guinee (Agent McNally)
- Gary Milner (Mr. Cook)
- Alia Attallah (Agatha)
- Devika Bhise (Minerva)
- Paul Calderon (Zuniga)
- Terrell Donnell Sledge (Gardien de prison)
- Victor Cruz (Manager)
- Miriam Cruz (Tante d'Alicia)
- Gigi Stone (Journaliste)
- Flora Diaz (Maribel Fonseca)

### Épisode 2:Lavage de cerveau
- États-Unis /  Canada : 12 novembre 2015 sur CBS / Global
- Suisse : 29 juillet 2016 sur RTS Un
- France : 4 mars 2016 sur M6

- États-Unis : 5,16 millions de téléspectateurs[14] (première diffusion)
- France : 2,35 millions de téléspectateurs[15](première diffusion)

- Jeremy Bobb (Agent Gary Burke)
- Sean Cullen (Samuel Meher)
- Marin Ireland (Alta Von See)
- Geoffrey Cantor (Maurice Antonov)
- Christian DeMarais (Cobaye/Ollie Tate)
- Lisa Ferreira (Assistant)
- Rudy Mungaray (Agent Marco Saveda)
- Wayne Chang (Dan Zheng)
- Ron Nakahar (Mr. Xiaoping)
- Roya Shanks (Procureur)
- Sarah Dacey Charles (Avocat)

### Épisode 3:Délit de faciès
- États-Unis /  Canada : 19 novembre 2015 sur CBS / Global
- Suisse : 1er aout 2016 sur RTS Un
- France : 11 mars 2016 sur M6

- États-Unis : 5,61 millions de téléspectateurs[16] (première diffusion)
- Canada : 1,398 million de téléspectateurs[17] (première diffusion + différé 7 jours)
- France : 2,40 millions de téléspectateurs[18](première diffusion)

- Jordan Gelber (Médecin-Légiste Hawes)
- Drew Rausch (Curtis Tofano)
- Jefferson White (Dorian Moll)
- Shohreh Aghdashloo (Liliane Bellerose)
- Alexander Salamat (Sean Cudlow)
- Brendan Bradley (Hans Neuhaus/Tim Webster/Evan Fried)
- Stephen Bogardus (Tim's Father)
- Deborah Offner (Mrs. Moll)

### Épisode 4:Ménage à trois
- États-Unis /  Canada : 26 novembre 2015 sur CBS / Global
- Suisse : 1er aout 2016 sur RTS Un
- France : 11 mars 2016 sur M6

- États-Unis : 5,32 millions de téléspectateurs[19] (première diffusion)
- Canada : 1,419 million de téléspectateurs[20] (première diffusion + différé 7 jours)
- France : 2,07 millions de téléspectateurs[21](première diffusion)

- Susan Pourfar (Emily Hankins)
- Gabriel Olds (Mark Lawton)
- Robert Manning Jr. (Dr. Branford Fisher)
- Jenn Colella (Ex-femme #1)
- Stephanie Janssen (Ex-femme #2)
- Donald Sage Mackay (Ex-mari #1)
- Gene Gillette (Ex-mari #2)
- Carolyn McCormick (Denise Davis)
- Monique Gabriela Curnen (Détective Cortes)
- Quincy Tyler Bernstine (Tamara King)
- Sanjit De Silva (Professeur Desai)
- Jacqueline Antaramian (Louise Russof)
- John Ellison Conlee (Kirk Abramovitch)
- Heidi Armbruster (Sandy Abramovitch)
- Mark Jacoby (Avocat)
- Mairin Lee (Abby Lawton)

### Épisode 5:Les Chevaliers de Nottingham
- États-Unis /  Canada : 10 décembre 2015 sur CBS / Global
- France : 18 mars 2016 sur M6
- Suisse : 2 aout 2016 sur RTS Un

- États-Unis : 5,004 millions de téléspectateurs[22] (première diffusion)
- Canada : 1,147 million de téléspectateurs[23] (première diffusion + différé 7 jours)
- France : 2,64 millions de téléspectateurs[24](première diffusion)

- Ato Essandoh (Alfredo Llamosa)
- Jordan Gelber (Médecin-légiste Hawes)
- Erin Fritch (Mila Burnstyn)
- Salvatore Inzerillo (Surintendent)
- Will Brill (Tyler Eggert)
- Daniel Jenkins (Dwight Ostrin)
- Jon Devries (Martin)
- Stacey Yen (Amy Kim)
- Nick Wyman (Duncan Brice)
- Andrew Weems (Procureur)

### Épisode 6:La Loi du plus fort
- États-Unis /  Canada : 17 décembre 2015 sur CBS / Global
- France : 18 mars 2016 sur M6
- Suisse : 2 aout 2016 sur RTS Un

- États-Unis : 5,92 millions de téléspectateurs[25] (première diffusion)
- Canada : 1,008 million de téléspectateurs[26] (première diffusion + différé 7 jours)
- France : 2,40 millions de téléspectateurs[27](première diffusion)

- Edoardo Ballerini (Agent Lukas Muller)
- John Shea (Bill Wellstone)
- Reed Diamond (Joel Fitzgerald)
- Jakob Von Eichel (Pierre Gagnier)
- Michael Esper (Donald Pruitt)
- Celia Keenan-Bolger (Amber Bova)
- Joel Marsh Garland (Manager)
- Ted Koch (Mr. Adler)
- Andrew Breving (Cadre)
- John Jellison (Vieil homme)
- Will Cobbs (Agent du SWAT #1)
- Jonathan Sale (Agent du SWAT #2)

### Épisode 7:Le Miroir de l'âme
- Canada : 6 janvier 2016 sur Global[28]
- États-Unis : 7 janvier 2016 sur CBS
- France : 17 février 2017 sur M6
- Suisse : 3 aout 2016 sur RTS Un

- États-Unis : 6,713 millions de téléspectateurs[29] (première diffusion)

- John Heard (Henry Watson)
- Ally Ioannides (Cassie)
- Raphael Sbarge (Richard Davenport)
- Kathryn Erbe (Nancy Davenport)
- Kristine Nielsen (Sheila Underhill)
- Sarah Cetrulo (Mina Davenport)
- Genson Blimline (Contremaître)
- J. Bernard Calloway (Vince)

### Épisode 8:Copy Cat
- Canada : 13 janvier 2016 sur Global
- États-Unis : 14 janvier 2016 sur CBS
- France : 17 février 2017 sur M6
- Suisse : 3 aout 2016 sur RTS Un

- États-Unis : 5,982 millions de téléspectateurs[30] (première diffusion)
- Canada : 990 000 téléspectateurs[31] (première diffusion + différé 7 jours)

- Jordan Gelber (Médecin-légiste Hawes)
- Seamus Mulcahy (Ernie Jacobs)
- Noah Bean (Craig Crismund)
- Michael Pemberton (Gardien)
- Eisa Davis (Obstétricien-gynécologue)
- Andrew Guilarte (Garde)
- Michael O'Keefe (Hudson Wayne Greer)
- Megan Sikora (Jennifer Crismond)
- David Alan Basche (Warren Clift)
- Nneka Okafor (Réceptionniste)
- Danielle Lee Greaves (Infirmière)

### Épisode 9:Cocktail Zolotov
- Canada : 20 janvier 2016 sur Global
- États-Unis : 21 janvier 2016 sur CBS
- France : 24 février 2017 sur M6
- Suisse : 4 aout 2016 sur RTS Un

- États-Unis : 6,327 millions de téléspectateurs[32] (première diffusion)

- Robert Capron (Mason)
- Josh Cooke (Phil Balsam)
- Betty Gilpin (Fiona Helbron)
- John Ventimiglia (Harry Magarac)
- Cindy Cheung (Cindy Park)
- Olga Berezhnaya (Lili Mirojnick)
- Michelle Duffy (Carol Finelli)
- Tom Wopat (John Soble)
- Alexander Sokovikov (Maxim Volotov)
- Val Rich (Tueur)
- Kirill Nikiforov (Conducteur)

### Épisode 10:Une aiguille dans une botte de foin
- États-Unis /  Canada : 28 janvier 2016 sur CBS / Global
- France : 24 février 2017 sur M6
- Suisse : 4 aout 2016 sur RTS Un

- États-Unis : 6,09 millions de téléspectateurs[33] (première diffusion)

- Edoardo Ballerini (Lukas Muller)
- Tate Donovan (Wilson Trager)
- Tamara Tunie (Lily Cooper)
- Jack Gwaltney (Détective du 116e district)
- Peter Albrink (Guetteur)
- Richard H. Blake (Josh, l'avocat)
- John Skelley (Avocat)
- Ramon Fernandez (Victor Nieves)
- Zoé Sophia Garcia (Angie Nieves)
- Gabriella Baires (Mayra Nieves)
- Sarah Hunt (Employé)
- Joshua Kobak (Chef de bande)
- Shannan Wilson (Femme mercenaire)

### Épisode 11:Bombe humaine
- États-Unis /  Canada : 4 février 2016 sur CBS / Global
- France : 3 mars 2017 sur M6
- Suisse : 5 aout 2016 sur RTS Un

- États-Unis : 6,232 millions de téléspectateurs[34] (première diffusion)

- Jordan Gelber (Médecin-légiste Hawes)
- Monique Gabriela Curnen (Detective Gina Cortes)
- John Finn (Neil Dannon)
- Philip Ettinger (Toby Dannon)
- Kate Burton (Maureen Dannon)
- Alexander Cendese (Dylan Hess)
- Amy Rutberg (Nicole Slater)
- Angelina Impellizzeri (Dixie)
- Robert Montano (Pablo Salcedes)

### Épisode 12:La Quadrature du cercle
- États-Unis /  Canada : 11 février 2016 sur CBS / Global
- France : 3 mars 2017 sur M6
- Suisse : 5 aout 2016 sur RTS Un

- États-Unis : 6,103 millions de téléspectateurs[35] (première diffusion)

- Betty Gilpin (Fiona Helbron)
- Marc Menchaca (Detective Ryan Dunning)
- Zabryna Guevara (Detective Lisa Hagen)
- Matt Servitto (Capitaine Will Lombardi)
- Happy Anderson (Nick Farris)
- Jonathan Louis Dent (Technicien de scène de crime)

### Épisode 13:Les Anges bleus
- États-Unis /  Canada : 18 février 2016 sur CBS / Global
- France : 10 mars 2017 sur M6
- Suisse : 8 aout 2016 sur RTS Un

- États-Unis : 5,945 millions de téléspectateurs[36] (première diffusion)

- Richard Kind (Trent Garby)
- Lee Aaron Rosen (Alston Harper)
- Joseph Mazzello (Griffin)
- Sarita Choudhury (Gira Pal)
- David Thornton (Joe Ballantine)
- Manoel Felciano (Franklin)
- Austin Durant (Detective Lydel)
- Henny Russell (Capitaine)
- Maryann Hu (Directeur de laboratoire)
- Marcus Ho (Lenny Fong)
- Jacob Bitzer (Chad)
- Andreas Damm (Luuk)

### Épisode 14:L'Œil du serpent
- États-Unis /  Canada : 25 février 2016 sur CBS / Global
- France : 10 mars 2017 sur M6
- Suisse : 8 aout 2016 sur RTS Un

- États-Unis : 5,816 millions de téléspectateurs[37] (première diffusion)

- Elizabeth Sung (Bai May-Lung)
- Eddie Korbich (Sven Eklund)
- Joe Mazzello (Griffin)
- James Hong (Meng Zhou)
- Tzi Ma (Xi Hai Ching)
- Kevin Kilner (Michael Haas)
- Charlotte Bydwell (Soleil)

### Épisode 15:La Folie des grandeurs
- États-Unis /  Canada : 3 mars 2016 sur CBS / Global
- France : 17 mars 2017 sur M6
- Suisse : 9 aout 2016 sur RTS Un

- États-Unis : 5,85 millions de téléspectateurs[38] (première diffusion)

- Jordan Gelber (Médecin-légiste Hawes)
- Virginia Madsen (Paige)
- Skipp Sudduth (William Hull)
- Malcolm Gets (Malcolm Busquet)
- Brian Avers (Elliot)
- Andy Taylor (Alan Graham)
- Edelen McWilliams (Alan’s Lawyer)
- Jackie Hoffman (Activiste)
- Jon Shaver (Conducteur)
- Haddi Tabal (Jason Leary)
- Rebecca S’manga Frank (Passant)
- Cullen Wheeler (Derek O’Neal)

### Épisode 16:Les Chiens de guerre
- États-Unis /  Canada : 10 mars 2016 sur CBS / Global
- France : 17 mars 2017 sur M6
- Suisse : 9 aout 2016 sur RTS Un

- États-Unis : 5,637 millions de téléspectateurs[39] (première diffusion)

- Jordan Gelber (Médecin-légiste Eugene Hawes)
- Tom Everett Scott (Henry Baskerville)
- Michael Gladis (Rodger Stapleton)
- Drew Gehling (Caden Barrymore)
- Jennifer Ikeda (Laura Lyons)
- Haviland Morris (Dr Jane Mortimer)
- Enid Graham (Ms. Chadwick)
- Kevin Isola (Anton)
- Ric Stoneback (Seldon)
- Robbie Tann (Stewy)
- Adam Heller (Avocat)
- Raymond Neil Hernandez (Chauffeur de camion)

### Épisode 17:Comics de situation
- États-Unis /  Canada : 20 mars 2016 sur CBS / Global
- France : 24 mars 2017 sur M6
- Suisse : 10 aout 2016 sur RTS Un

- États-Unis : 5,281 millions de téléspectateurs[40] (première diffusion)

- Daniel Reece (Ben Gibson)
- Michael Mosley (Al Baxter)
- Richard Portnow (Eddie Eichorn)
- Robert Petkoff (Emil Kurtz)
- Casey Predovic (Nouveau)
- Eric Anderson (Bakery Worker)
- Lisa Datz (Tammy)
- Otto Sanchez (Renny Trautman)
- Al Sapienza (Sergent Black)
- Stephen Singer (Taileur)

### Épisode 18:Le Prix de la survie
- États-Unis /  Canada : 27 mars 2016 sur CBS / Global
- France : 24 mars 2017 sur M6
- Suisse : 10 aout 2016 sur RTS Un

- États-Unis : 5,16 millions de téléspectateurs[41] (première diffusion)

- Betty Gilpin (Fiona Helbron)
- Frederick Weller (en) (Ronnie Wright)
- Seth Gilliam (Ira Wallace)
- Daniel Oreskes (Lloyd Springer)
- Auden Thornton (Julie Monohan)
- Miriam Shor (Jennifer Bader)
- Max Von Essen (Brett Staller/Mike Danks)
- Nadia Dajani (Dr Jannis)
- Kate Miller (Avocat de Julie)
- Wayne Maugens (Vincent Bader)
- Nathaniel Springer (Michael Lorz)

### Épisode 19:Coup de poker
- États-Unis /  Canada : 10 avril 2016 sur CBS / Global
- France : 31 mars 2017 sur M6
- Suisse : 11 aout 2016 sur RTS Un
- Belgique : 29 juin 2018 sur RTL TVI

- États-Unis : 6,38 millions de téléspectateurs[42] (première diffusion)

- Samantha Quan (Lin Song)
- Sepideh Moafi (Sofia Darrow)
- Tim Guinee (Agent McNally)
- Kushtrim Hoxha (Tugay Celik)
- Jonathan Avigdori (Vural Celik)
- Daniel London (Manteo Pena)
- Grainger Hines (James « Jimmer » Hobberkin, Jr.)
- Nadia Dajani (Médecin-légiste Grannis)
- Stephen DeRosa (Mel Cheney)

### Épisode 20:L'Art et la Manière
- États-Unis /  Canada : 10 avril 2016 sur CBS / Global
- France : 31 mars 2017 sur M6
- Suisse : 11 aout 2016 sur RTS Un
- Belgique : 29 juin 2018 sur RTL TVI

- États-Unis : 6,04 millions de téléspectateurs[42] (première diffusion)

- Samantha Quan (Lin Wen)
- Christina Cox (Christa Pullman)
- Jason Dirden (Keith Elliot)
- Evan Hall (Louis Bowman)
- Margo Siebert (Amanda Neal)
- Lauren Vélez (Zoe Mercado)
- Quentin Mare (Ephraim Hill)
- Tijuana Ricks (Teri)
- Lauren Culpepper (Skyden)
- Andy Lucien (Shawn Tanner)
- Victoria Janicki (Phoebe Elliot)
- Zanny Laird (Marissa Kagan)

### Épisode 21:Petits meurtres entre amis
- États-Unis /  Canada : 17 avril 2016 sur CBS / Global
- France : 7 avril 2017 sur M6
- Suisse : 12 aout 2016 sur RTS Un
- Belgique : 6 juillet 2018 sur RTL-TVI

- États-Unis : 5,51 millions de téléspectateurs[43] (première diffusion)

- Jordan Gelber (ME Hawes)
- Alexander Chaplin (Davis Potter)
- Kathleen McNenny (Ida Talt)
- April Lee Hernández (Roxanne Ortiz)
- Robert Petkoff (Emil Kurtz)
- Michael Eaddy (Butch Callahan)
- Tim Bohn (Jared Talt)
- Ro Boddie (Policier)
- Andhy Méndez (Voleur)
- Steve Rosen (Emcee)
- Tommar Wilson (Jeune Uni)

### Épisode 22:Le Test de Dante
- États-Unis /  Canada : 24 avril 2016 sur CBS / Global
- France : 7 avril 2017 sur M6
- Suisse : 12 aout 2016 sur RTS Un
- Belgique : 6 juillet 2018 sur RTL-TVI

- États-Unis : 5,15 millions de téléspectateurs[44] (première diffusion)

- Cassie Beck (Helena Weir)
- Robert Petkoff (Emil Kurtz)
- Sue Jean Kim (Jordan Cleary)
- Yul Vazquez (Arthur Tetch)
- Joe Holt (Eric Minton)

### Épisode 23:La Main invisible
- États-Unis /  Canada : 1er mai 2016 sur CBS / Global
- Suisse : 15 aout 2016 sur RTS Un
- France : 17 juin 2017 sur M6
- Belgique : 13 juillet 2018 sur RTL-TVI

- États-Unis : 5,45 millions de téléspectateurs[45] (première diffusion)

- Tony Curran (Joshua Vikner)
- Pasha D. Lychnikoff (Ruslan Krasnov)

### Épisode 24:Aux grands maux les grands remèdes
- États-Unis /  Canada : 8 mai 2016 sur CBS[46] / Global
- Suisse : 15 aout 2016 sur RTS Un
- France : 17 juin 2017 sur M6
- Belgique : 13 juillet 2018 sur RTL-TVI

- États-Unis : 5,46 millions de téléspectateurs[47] (première diffusion)

- Tony Curran (Professeur Joshua Vikner)
- Roma Chugani (Zoya Hasemi)
- Jeremy Bobb (Agent Gary Burke)
- John Procaccino (Mr. Gray)
- Keilyn Durrel Jones (Garde du corps)
- Susan Cella (Infirmière)
- Gregory Jones (Agent du FBI #1)
- Joe Curnutte (Agent du FBI #2)